# Finale de la Coupe d'Europe des vainqueurs de coupe 1972-1973
La finale de la Coupe d'Europe des vainqueurs de coupe 1972-1973 est la 13e finale de la Coupe d'Europe des vainqueurs de coupe, organisée par l'UEFA. Ce match de football a lieu le 16 mai 1973 au stade Kaftanzoglio de Thessalonique, en Grèce.
Elle oppose l'équipe italienne de l'AC Milan aux Anglais de Leeds United. Le match se termine par une victoire des Milanais sur le score de 1 but à 0, ce qui constitue leur deuxième sacre dans la compétition après 1968 ainsi que leur quatrième titre européen avec leurs victoires en Coupe des clubs champions en 1963 et en 1969.
Vainqueur de la finale, l'AC Milan est à ce titre qualifié pour la Supercoupe d'Europe 1973 contre l'Ajax Amsterdam, vainqueur de la finale de la Coupe des clubs champions européens.

## Parcours des finalistes
Note : dans les résultats ci-dessous, le score du finaliste est toujours donné en premier (D : domicile ; E : extérieur).
| AC Milan             | AC Milan | AC Milan  | AC Milan     |                     | Leeds United    | Leeds United | Leeds United | Leeds United |
| -------------------- | -------- | --------- | ------------ | ------------------- | --------------- | ------------ | ------------ | ------------ |
| Adversaire           | Total    | Aller     | Retour       | Tour                | Adversaire      | Total        | Aller        | Retour       |
| Red Boys Differdange | 7 - 1    | 1 - 0 (E) | 6 - 1 (D)    | Seizièmes de finale | Ankaragücü      | 2 - 1        | 1 - 1 (E)    | 1 - 0 (D)    |
| Legia Varsovie       | 3 - 2    | 1 - 1 (E) | 2 - 1 ap (D) | Huitièmes de finale | Carl Zeiss Iéna | 2 - 0        | 0 - 0 (E)    | 2 - 0 (D)    |
| Spartak Moscou       | 2 - 1    | 1 - 0 (E) | 1 - 1 (D)    | Quarts de finale    | Rapid Bucarest  | 8 - 1        | 5 - 0 (D)    | 3 - 1 (E)    |
| Sparta Prague        | 2 - 0    | 1 - 0 (D) | 1 - 0 (E)    | Demi-finales        | Hajduk Split    | 1 - 0        | 1 - 0 (D)    | 0 - 0 (E)    |

## Match
| ·             |                        |     |
| Titulaires :  |                        |     |
|               |                        |     |
| 1             | Villiam Vecchi (en)    |     |
| 2             | Giuseppe Sabadini      |     |
| 3             | Giulio Zignoli (en)    |     |
| 4             | Angelo Anquilletti     |     |
| 5             | Maurizio Turone (en)   |     |
| 6             | Roberto Rosato         | 59e |
| 7             | Riccardo Sogliano (en) |     |
| 8             | Romeo Benetti          |     |
| 9             | Alberto Bigon          |     |
| 10            | Gianni Rivera          |     |
| 11            | Luciano Chiarugi       |     |
|               |                        |     |
| Remplaçants : |                        |     |
| 14            | Dario Dolci (en)       | 59e |
|               |                        |     |
| Entraîneur :  |                        |     |
| Nereo Rocco   |                        |     |

| ·             |                |     |
| Titulaires :  |                |     |
|               |                |     |
| 1             | David Harvey   |     |
| 2             | Paul Reaney    |     |
| 3             | Trevor Cherry  |     |
| 4             | Mick Bates     |     |
| 5             | Paul Madeley   |     |
| 6             | Norman Hunter  |     |
| 7             | Peter Lorimer  |     |
| 8             | Joe Jordan     |     |
| 9             | Mick Jones     |     |
| 10            | Frank Gray     | 54e |
| 11            | Terry Yorath   |     |
|               |                |     |
| Remplaçants : |                |     |
| 12            | Gordon McQueen | 54e |
|               |                |     |
| Entraîneur :  |                |     |
| Don Revie     |                |     |

| ·             |                        |     |
| Titulaires :  |                        |     |
|               |                        |     |
| 1             | Villiam Vecchi (en)    |     |
| 2             | Giuseppe Sabadini      |     |
| 3             | Giulio Zignoli (en)    |     |
| 4             | Angelo Anquilletti     |     |
| 5             | Maurizio Turone (en)   |     |
| 6             | Roberto Rosato         | 59e |
| 7             | Riccardo Sogliano (en) |     |
| 8             | Romeo Benetti          |     |
| 9             | Alberto Bigon          |     |
| 10            | Gianni Rivera          |     |
| 11            | Luciano Chiarugi       |     |
|               |                        |     |
| Remplaçants : |                        |     |
| 14            | Dario Dolci (en)       | 59e |
|               |                        |     |
| Entraîneur :  |                        |     |
| Nereo Rocco   |                        |     |

| ·             |                |     |
| Titulaires :  |                |     |
|               |                |     |
| 1             | David Harvey   |     |
| 2             | Paul Reaney    |     |
| 3             | Trevor Cherry  |     |
| 4             | Mick Bates     |     |
| 5             | Paul Madeley   |     |
| 6             | Norman Hunter  |     |
| 7             | Peter Lorimer  |     |
| 8             | Joe Jordan     |     |
| 9             | Mick Jones     |     |
| 10            | Frank Gray     | 54e |
| 11            | Terry Yorath   |     |
|               |                |     |
| Remplaçants : |                |     |
| 12            | Gordon McQueen | 54e |
|               |                |     |
| Entraîneur :  |                |     |
| Don Revie     |                |     |